# Callianassa (crustáceo)
Callianassa es un género de crustáceos decápodos del suborden Pleocyemata, que agrupa también a grupos como Astacidea, Thalassinidea, Palinura, entre otros. Son principalmente marinos pero también se pueden encontrar en ríos, lagos y aguas subterráneas. Sin embargo, la mayoría viven en el fondo o relacionados al mismo. Se los ha descripto en las Formaciones Jagüel y Roca, en el Norte de la Patagonia Argentina.

## Forma de vida
Especies recientes del género son ampliamente estudiadas debidos a su forma de vida y su asociación habitual con madrigueras y sistemas de túneles en entornos cercanos a la costa.
Son difíciles de separar de Protocallianassa, pero se distinguen fácilmente del otro género de la familia, Ctenocheles. Poseen una palma muy inflada con dedos largo y delgados, con dientes en forma de peine en los bordes cortantes.